# Đại học Liên bang Úc
Đại học liên bang Úc (Federation University Australia, FedUni), tiền thân là ĐH Ballarat là một trong số 3 trường đại học lâu đời nhất ở Úc.
Trường cũng có các cơ sở ở Ararat, Horsham, Stawell, Churchill và Berwick, cũng như các khóa học về kỹ thuật và giáo dục trực tuyến (TAFE) trực tuyến và chương trình Điều dưỡng Giáo dục Đại học của Horsham.
FedUni là đại học lâu đời thứ tư ở Úc, nó đã bắt đầu được thành lập và tổ chức trước đó vào năm 1870, trong cơn sốt vàng Victoria. Với sự hợp nhất giữa Đại học của Úc và Học Đại học của Gippsland khuôn viên trường trong 2013, đại học đổi tên thành Đại học liên bang Úc từ năm 2014.
Ưu điểm của Đại học Federation:
- Học phí rẻ;
- Chi phí sinh hoạt thấp;
- Được công nhận là trường 5 sao về chất lượng giảng dạy theo Good Universities Guide;
- Thuộc diện xét duyệt visa ưu tiên không cần chứng minh tài chính với lãnh sứ quán khi xin Visa du học;
- Được làm thêm 40h/2 tuần trong khi học và làm toàn thời gian vào kỳ nghỉ, lễ;
- Cơ sở vật chất hiện đại, trường có 4 trung tâm nghiên cứu đạt chuẩn quốc tế: Trung tâm quản lý môi trường, trung tâm thông tin và tối ưu hoá ứng dụng, và trung tâm đổi mới và cạnh tranh khu vực;
- Là trường duy nhất ở Úc có khu công viên công nghệ cao, công ty IBM có đặt trung tâm dữ liệu khu vực phía nam tại công viên này. ĐH Federation và công ty IBM có hợp tác chặt chẽ trong lĩnh vực công nghệ thông tin và có sắp xếp việc làm cho sinh viên sau khi tốt nghiệp;
- Dịch vụ chăm sóc sinh viên quốc tế rất tốt: miễn phí đón sinh viên tại sân bay, hỗ trợ nhà ở cho sinh viên, có các hoạt động ngoại khoá, thể thao văn hoá phong phú cũng như các hoạt động hỗ trợ trong học tập;
- Được ở lại làm việc tại Úc từ 2 đến 4 năm sau khi tốt nghiệp và định cư khi đủ điều kiện.